# Vostok (sloop-of-war)
La Vostok (in russo Восток?, letteralmente "Est") è stata uno sloop-of-war della marina militare dell'Impero russo, ammiraglia della spedizione antartica russa del 1819-1821 durante la quale gli esploratori Fabian Gottlieb von Bellingshausen e Michail Petrovič Lazarev (al comando della seconda nave, la Mirnyj) circumnavigarono il globo e scoprirono il continente antartico.

## Storia

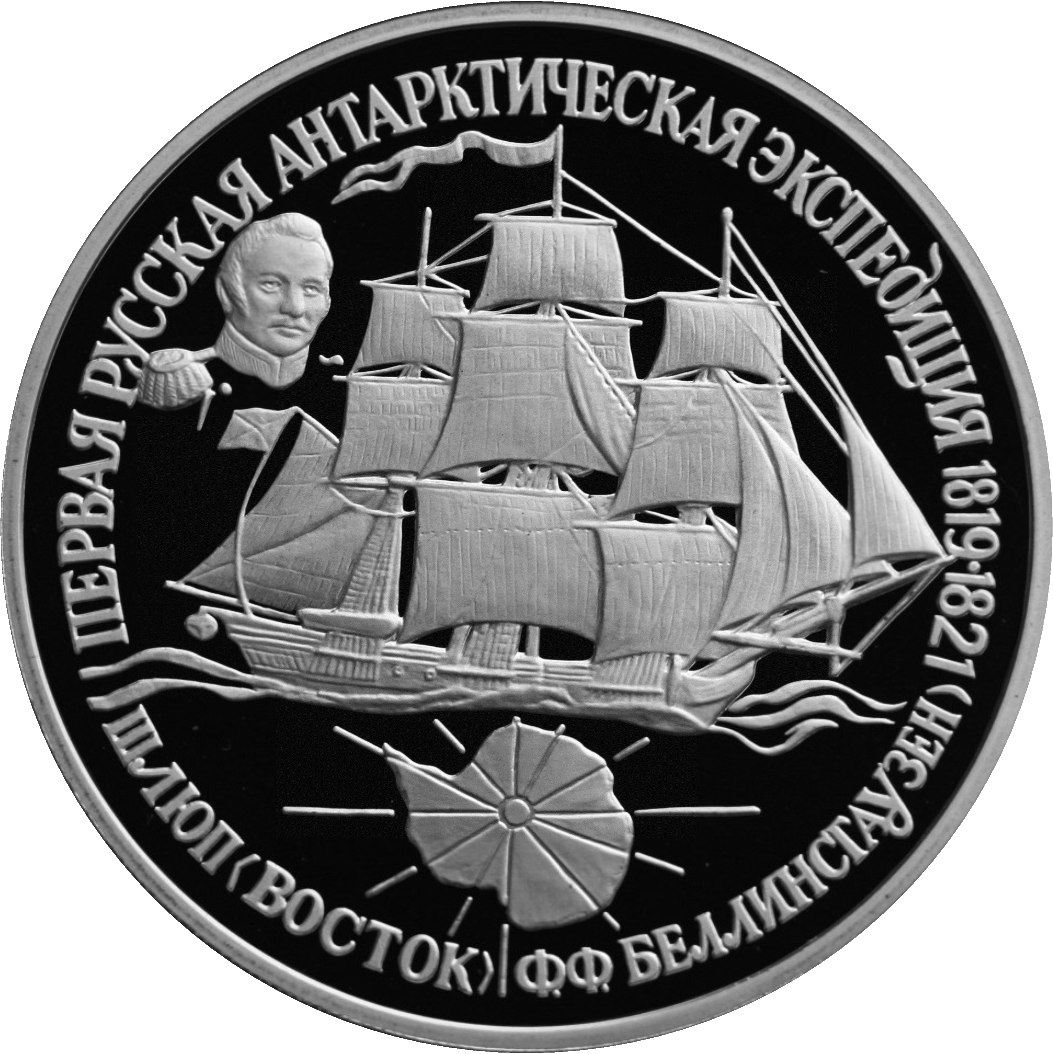
Moneta commemorativa della Banca centrale della Federazione Russa che raffigura Fabian Gottlieb von Bellingshausen e la nave Vostok.

La Vostok venne costruita nei cantieri navali Okhta a San Pietroburgo e varata nel 1818. Il 14 luglio 1819 (il 3 luglio secondo il calendario russo) la nave, ai comandi del comandante Fabian Gottlieb von Bellingshausen e accompagnata dalla Mirnyj ai comandi del tenente di vascello Michail Petrovič Lazarev, lasciò la base navale di Kronštadt diretta verso il sud dell'Oceano Atlantico.
Il 28 gennaio (16 gennaio secondo il calendario russo) 1820 le due navi raggiunsero per la prima volta nella storia le coste dell'Antartide, di fatto scoprendo il continente antartico.
Dopo esseri diretti a Sydney in Australia per alcune riparazioni la spedizione esplorò il Pacifico tropicale e il 12 novembre 1820 (31 ottobre del calendario russo) si diresse nuovamente verso l'Antartide per completarne la circumnavigazione. Il 5 agosto 1821 (24 luglio del calendario russo) le due navi fecero infine ritorno a Kronštadt.
Durante i 751 giorni di navigazione le due navi percorsero circa 92300 km. Oltre a scoprire il continente antartico e a completarne la circumnavigazione, mapparono per la prima volta 29 nuove isole e compirono una serie di osservazioni naturalistiche e oceanografiche.
Nel 1828 la Vostok fu radiata dai registri della marina militare e smantellata.

## Descrizione

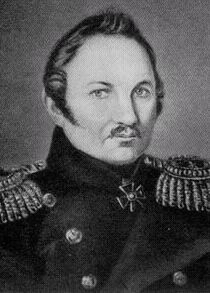
Fabian Gottlieb von Bellingshausen, il comandante della nave durante la spedizione antartica.

La nave era lunga complessivamente 39,62 metri, larga 10,36 e aveva un pescaggio di 4,8 metri. Il suo dislocamento era di circa 900 tonnellate. Era dotata di 3 alberi a vele quadre e poteva raggiungere una velocità di 10 nodi, pari a circa 19 km/h.
L'equipaggio consisteva in 117 uomini, tra cui 15 ufficiali, un artista dell'Accademia russa di belle arti di San Pietroburgo, un astronomo e due chirurghi. Un terzo chirurgo e un prete ortodosso erano invece imbarcati sulla seconda nave, la Mirnyj, che poteva contare su un equipaggio di 72 uomini.
La Vostok era armata con 28 pezzi di artiglieria, di cui 16 cannoni da 18 libbre ai portelli lungo le fiancate e 12 carronate da 12 libbre sul ponte superiore.

## L'eredità del nome
Sono stati chiamati in onore della nave Vostok
- L'isola Vostok, un atollo facente parte delle Sporadi Equatoriali nella Repubblica del Kiribati, scoperta da Bellingshausen durante la spedizione antartica del 1820.[1][7]
- Capo Vostok, nei monti Havre all'estremità nord occidentale dell'Isola Alessandro I in Antartide, scoperta da Bellingshausen nel 1921.[8]
- Vostok Rupes, una rupes del pianeta Mercurio.[9]
- La base Vostok, stazione di ricerca russa fondata nel 1957 nell'Altopiano Antartico.[10]
- Il lago Vostok, il più grande lago subglaciale al mondo, chiamato così in onore della Base Vostok, vicino a cui si trova.[11]
- Vostok Subglacial Highlands, parte delle montagne Gamburtsev in Antartide.[12]
- Il programma Vostok, programma spaziale dell'Unione Sovietica. In particolare con la navetta Vostok 1 il 12 aprile 1961 il cosmonauta Jurij Alekseevič Gagarin divenne il primo essere umano a orbitare intorno alla Terra.[13]